# Kostel Nanebevzetí Panny Marie (Svatobor)
Kostel Nanebevzetí Panny Marie ve Svatoboru (německy Zwetbau) je zřícenina bývalého farního a poutního římskokatolického kostela ve Svatoboru, části obce Doupovské Hradiště v okrese Karlovy Vary v Karlovarském kraji. Stojí při okraji vojenského újezdu Hradiště v Doupovských horách. Po zmenšení vojenského újezdu se památka nachází mimo hranice vojenského prostoru.
Areál kostela s farou a hřbitovem je od 11. února 1964 chráněn jako kulturní památka.

## Historie

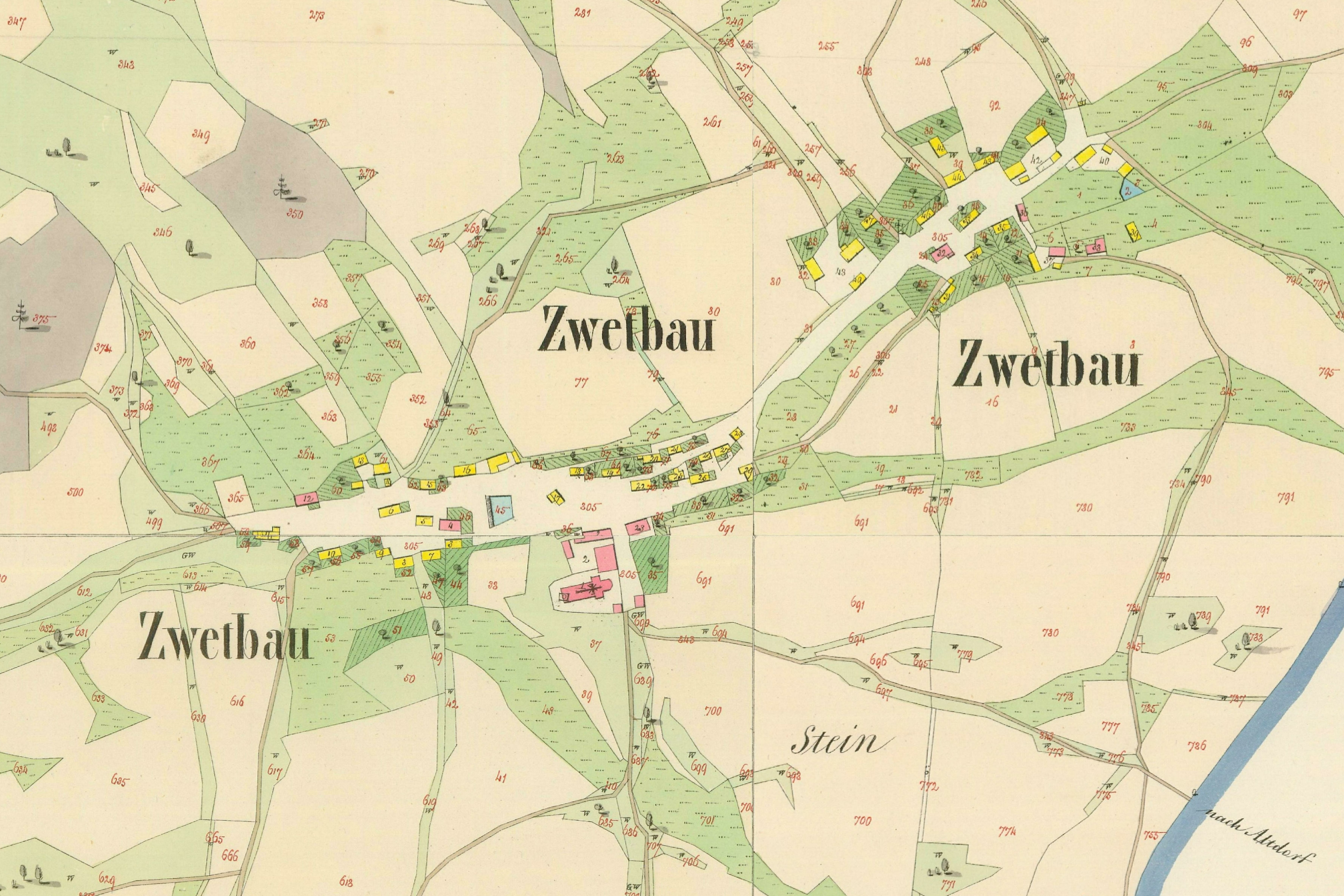
Svatobor na císařských otiscích mapy Stabilního katastru z roku 1842.

Na místě současné zříceniny kostela stál původně gotický, snad dřevěný kostelík neznámého zasvěcení, postavený nejspíš na počátku 13. století. 
Nejstarší písemná zpráva o lokalitě pochází z roku 1264, kdy byla obyvatelům obcí Schemnitz a Zwetibor dána svoboda.  Roku 1272 byla tato oblast mezi Ohří a Pustým zámkem  králem Přemyslem Otakarem II. vyňata z jurisdikce loketského purkrabího a předána cisterciáckému klášteru v Oseku.
Cisterciácký klášter dal roku 1352 podle návrhu neznámého architekta postavit na místě původního kostelíku ve Svatoboru nový gotický kostel Nanebevzetí Panny Marie. Slavnostně vysvěcen byl téhož roku. Farní kostel spadal pod osecký klášter do roku 1465, kdy byl postoupen králi Jiřímu z Poděbrad, který jej připojil k panství hradu Andělská Hora. Poté se stal filiálním kostelem kostela sv. Michaela Archanděla v Andělské Hoře. Během staletí kostel zchátral a ze zprávy ze dne 27. září 1721 vyplývá, že byl ve velmi špatném stavu.

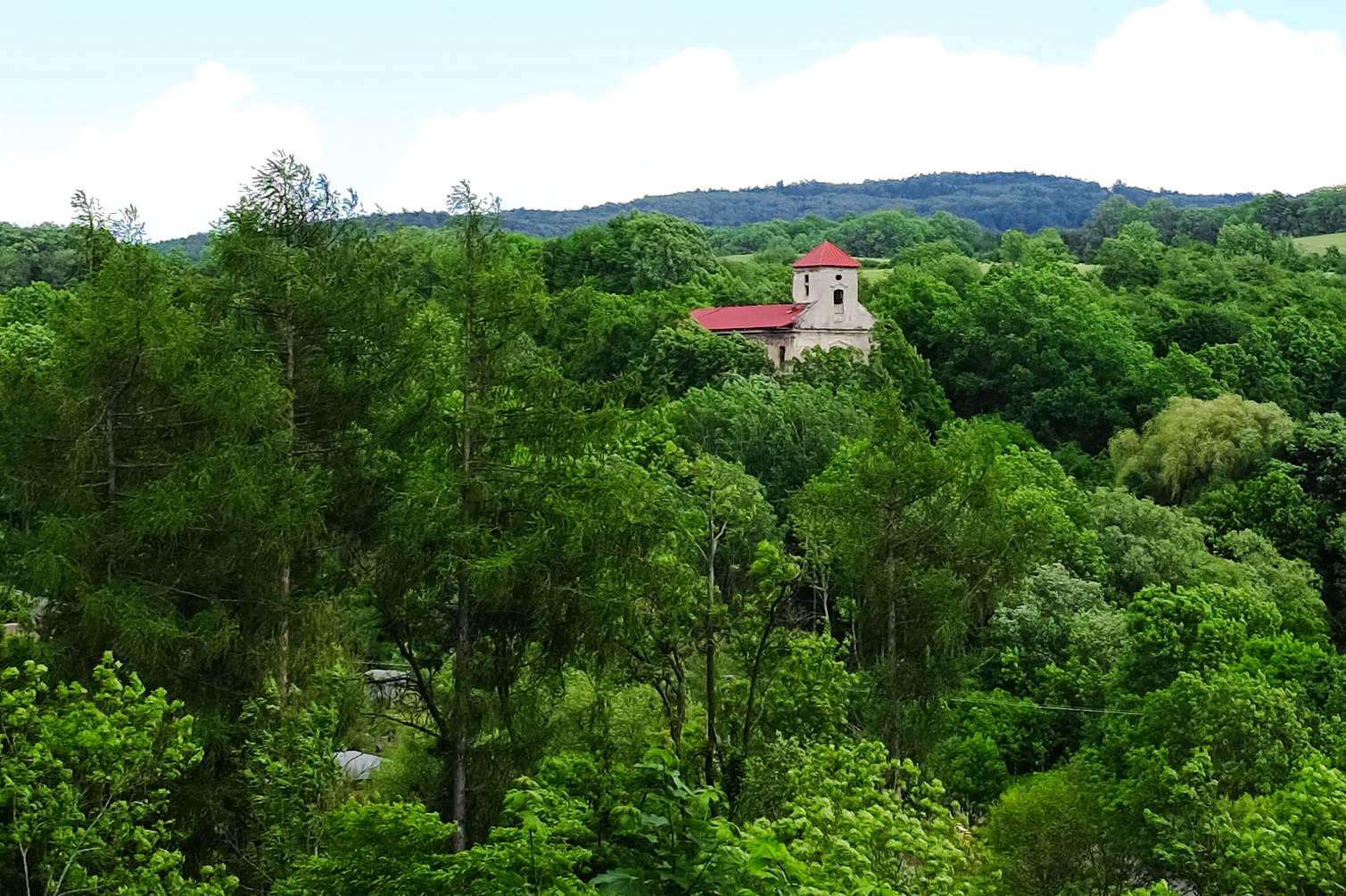
Pohled z dálky od západu

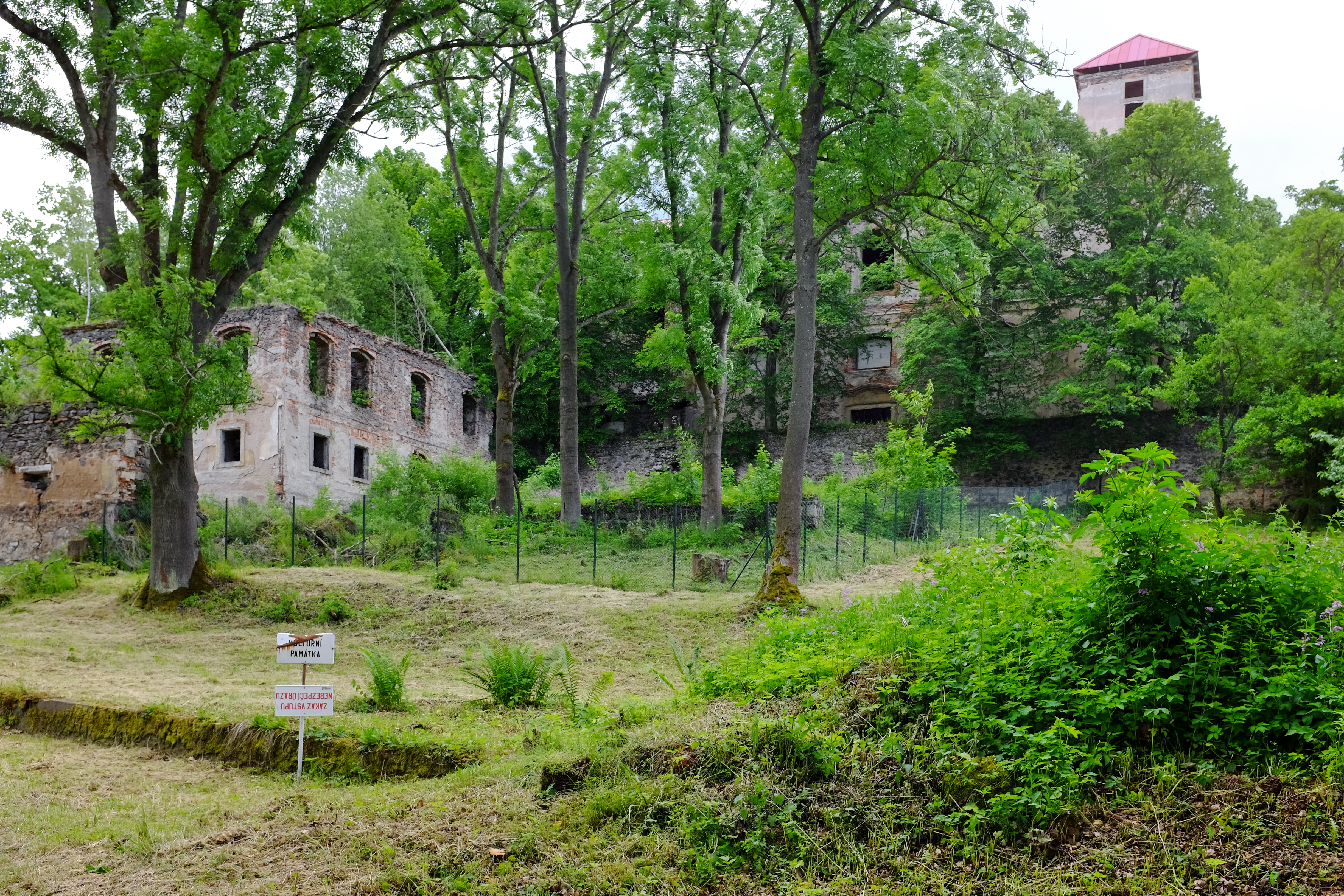
Celkový pohled na kostel a faru

Na popud Františka Josefa Černína, tehdejšího vlastníka Kysiblu (od roku 1950 Kyselka), byl v letech 1731–1736 na místě gotického kostela postaven nový barokní kostel. Architektem kostela byl František Maxmilián Kaňka, který stavbu opakovaně navštěvoval. Roku 1732 byl položen základní kámen kostela. Roku 1733 byla zahájena stavba nové fary. Brzy po dokončení stavby byl kostel povýšen na farní.
V průběhu dalších let byly prováděny různé práce při opravách, např. obnovení zastřešení věže po vichřici roku 1777, oprava varhan v roce 1780, oprava kostelních hodin v roce 1781, oprava střechy kostelní věže, ze které byl při vichřici roku 1801 stržen kříž. Roku 1839 udeřil do věže kostela blesk a vyhořelá špička byla snesena a opravena. Důkladných oprav a rekonstrukce se dočkal kostel, fara a přilehlé hospodářské objekty v letech 1885–1888. Zároveň bylo rozhodnuto o výstavbě nového hřbitova, k jehož vybudování došlo v roce 1892 a první pohřeb na novém hřbitově se uskutečni 5. února 1893.
Další větší opravy včetně nového pokrytí střech se provedly v letech 1903–1904. Za první světové války byly dva zvony rekvírovány. K opravám a rekonstrukcím kostela, zejména střech, omítek a interiéru, došlo ve dvacátých a třicátých letech 20. století.
Po druhé světové válce došlo k odsunu německého obyvatelstva a Svatobor byl dosídlen obyvateli z vnitrozemí jen částečně a místní farnost byla zrušena. Duchovní správou byl od prosince roku 1946 pověřen kněz Vojtěch Sádlo z řádu křižovníků s červenou hvězdou, který dojížděl z kostela Povýšení sv. Kříže v Rybářích. V roce 1953 došlo k začlenění území do nově vzniklého Vojenského újezdu Hradiště. Kostel byl uzavřen a převeden do správy armády. Část bohatého inventáře byla převezena do jiných kostelů, např. do kostela Nanebevzetí Panny Marie a svaté Maří Magdaleny v Chlumu Svaté Maří, do pražské zrcadlové kaple byly převezeny barokní varhany, ostatní zařízení bylo rozkradeno nebo zničeno. Neudržovaný kostel sloužil následně jako skladiště, vojenské statky zde skladovaly řepku. Roku 1966 byl kostel nejspíš úmyslně zapálen, i když vojenské lesy uváděly, že požár vznikl samovznícením uskladněných semen řepky. Po požáru zůstal kostel opuštěn a v průběhu druhé poloviny 20. století zcela zdevastován.
Nedaleko od kostela stávala barokní socha svatého Jana Nepomuckého z roku 1767. Dlouhá desetiletí ležela poničená a opomenutá na zemi. Teprve v letech 2007–2008 byla vyzvednuta, rekonstruována a následně umístěna u kostela svatého Michaela Archanděla na náměstí v Andělské Hoře.
Od konce roku 2003 byl kostel armádou postupně stavebně zajišťován, byly dozděny zřícené části zdiva presbytáře, odstraněny náletové dřeviny z klenby lodi a roku 2011 byla budova provizorně zastřešena, věž kostela pak dostala jednoduchou nízkou jehlancovou stříšku. Prázdný kostel byl provizorně uzavřen, mřížemi byl zamezen přístup do interiéru. Roku 2015 byl celý areál nově oplocen. Počátkem roku 2016 byly objekty převedeny do majetku nově vzniklé obce Doupovské Hradiště. O záchranu kostela usiluje Spolek pro dokumentaci a obnovu památek Karlovarska. V říjnu roku 2016 zahájil spolek ve spolupráci s obcí práce na celkové revitalizaci zdevastovaného hřbitova.
I přes opravy provedené po roce 2000 se propadla klenba presbytáře a zřícením hrozí také narušené zdivo triumfálního oblouku. Obě části by měly být zrekonstruovány v roce 2019 na základě projektu celkové obnovy kostela, jejíž realizace byla odhadnuta na 32 miliónů korun. Její součástí je také úprava věže na vyhlídku. Po opravě by měl kostel sloužit jako kulturní sál a výstavní síň.

## Základní kámen

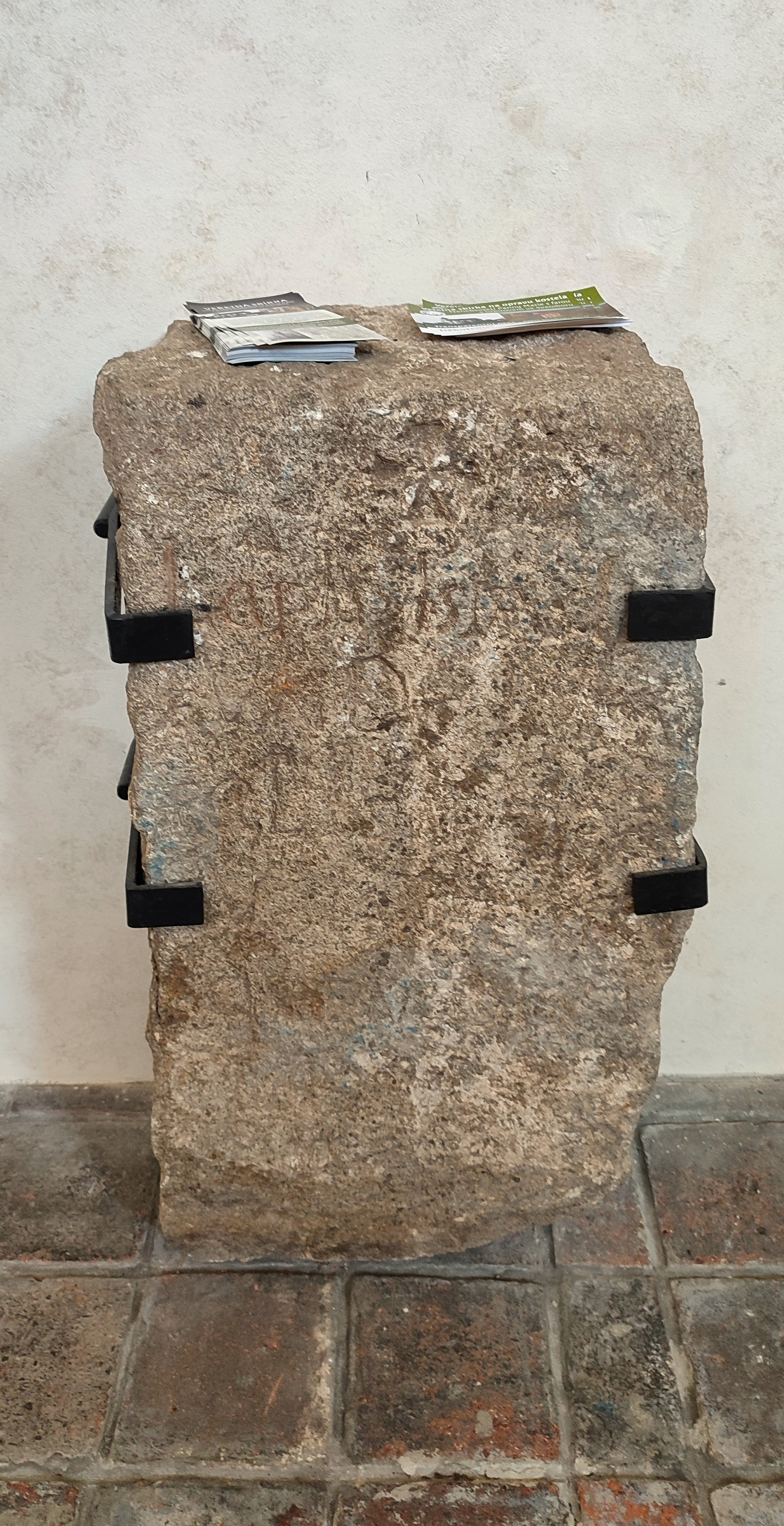
Základní kámen kostela s nápisem z roku 1732

Na podzim 2017 byl při záchranných pracích v kostele objeven jeho základní kámen z roku 1732. Kamenný kvádr o velikosti přibližně 1,2 × 0,5 × 0,5 metru je značně otlučený a chybí mu sokl. Na přední stěně má vytesán nápis, je citátem svatého Augustina:
LAPIS IStE SIt

FVNDaMEN

taLIS PERPE

tVVS PETRA

qVE NOBIS SI(t)

CHRIStVS
Český překlad:
Kámen tento jest

základním

a věčným

kamenem,

tak jako nám jest [základním kamenem]

Kristus.
Chronogram MDCLLVVVVVIIIIIII uvádí rok 1732. Podle knihy chrámových účtů byl roku 1733 kameníku Jakubu Raytznerovi z Nejdku za dodání kamene s vytesaným nápisem zaplacen 1 zlatý a 15 krejcarů. Kámen je v současnosti vystaven v muzeu církevních památek v bývalém piaristickém klášteře v Ostrově u Karlových Varů.

## Stavební podoba

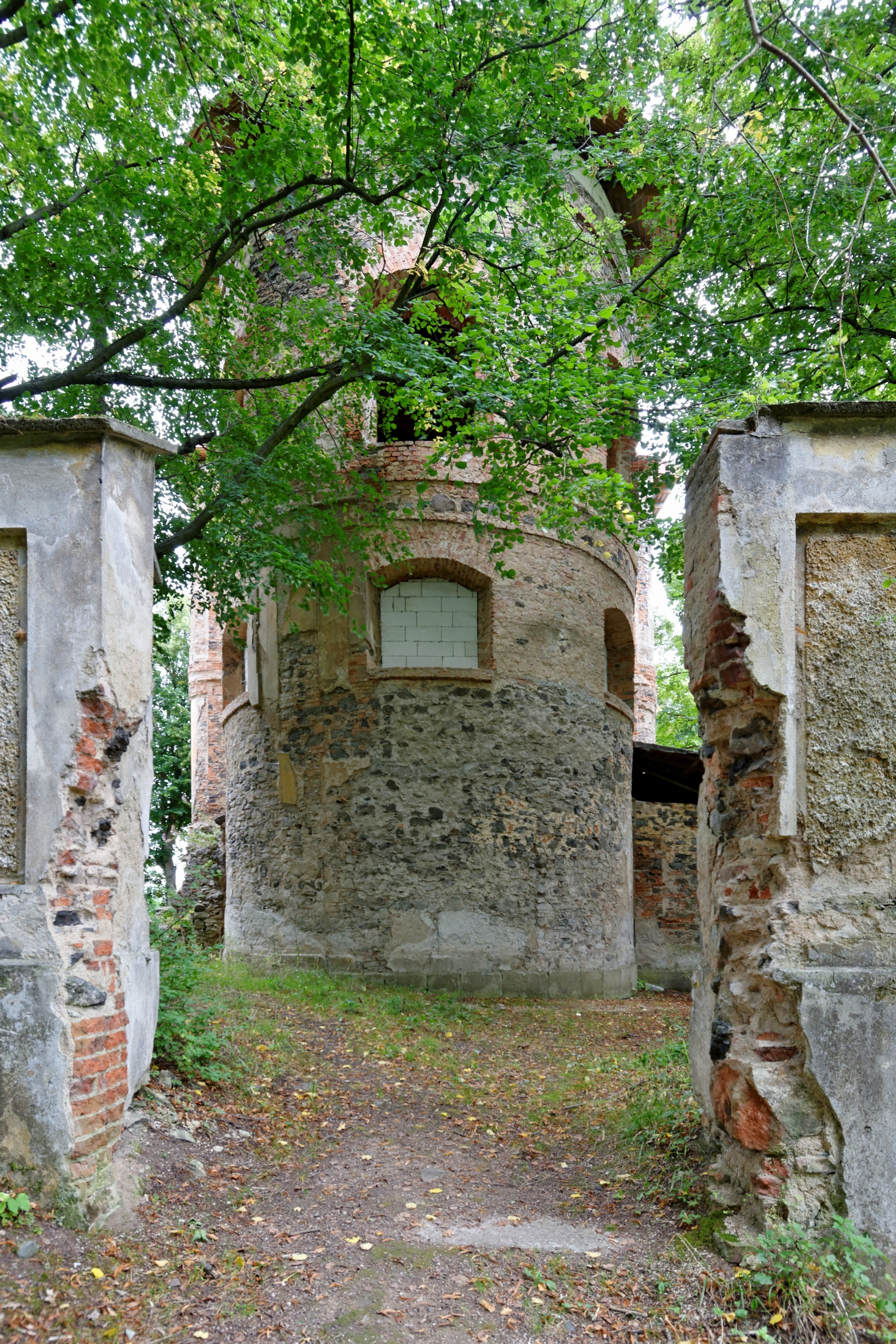
Pohled od ohradní zdi na presbytář

Jednolodní orientovaná stavba v barokním stylu s dlouhou, vysokou, obdélnou lodí se zaoblenými nárožími o rozměrech půdorysu 20×13 metrů. Presbytář je obdélný, užší, polokruhově zakončený. Je 9 metrů hluboký a 8 metrů široký, původně krytý šindelovou sedlovou střechou. K presbytáři jsou připojeny čtvercové sakristie, dříve kryté střechami se štíty. Areál kostela je obklopen kamennou zdí. Součástí areálu byly objekty fary a márnice, proti vstupu na hřbitov se nacházela barokní kaple Olivetské hory. Nízká hranolová věž byla zakončena cibulovou bání. Na přední straně zvonové věže se nachází velké obdélné okno se segmentovým záklenkem. Boční stěny věže jsou prolomeny dvojicemi výše položených obdélných oken. Vnější stěny kostela jsou členěny pilastry, které jsou při západním průčelí zdvojeny. Průčelí kostela je členěno soustavou pilastrů a lizénových rámců s vpadlými poli. Nad portálem je obdélné okno se segmentovým záklenkem. V ose průčelí je ještě jedno malé elipsové okénko. Ve středové ose patra se nachází větší obdélné okno se segmentovým záklenkem. Krajní pole průčelí doplňují v přízemí dvojice půlkruhových nik. Presbytář kostela má obdobné členění, jen okenní otvory v patře jsou nižší, světlo do sakristií pronikalo malými obdélnými okénky. Jeho vnitřní prostor je zaklenut valenou klenbou s lunetami.
Rovněž loď kostela je sklenuta třemi poli valené klenby s lunetami.

### Interiér

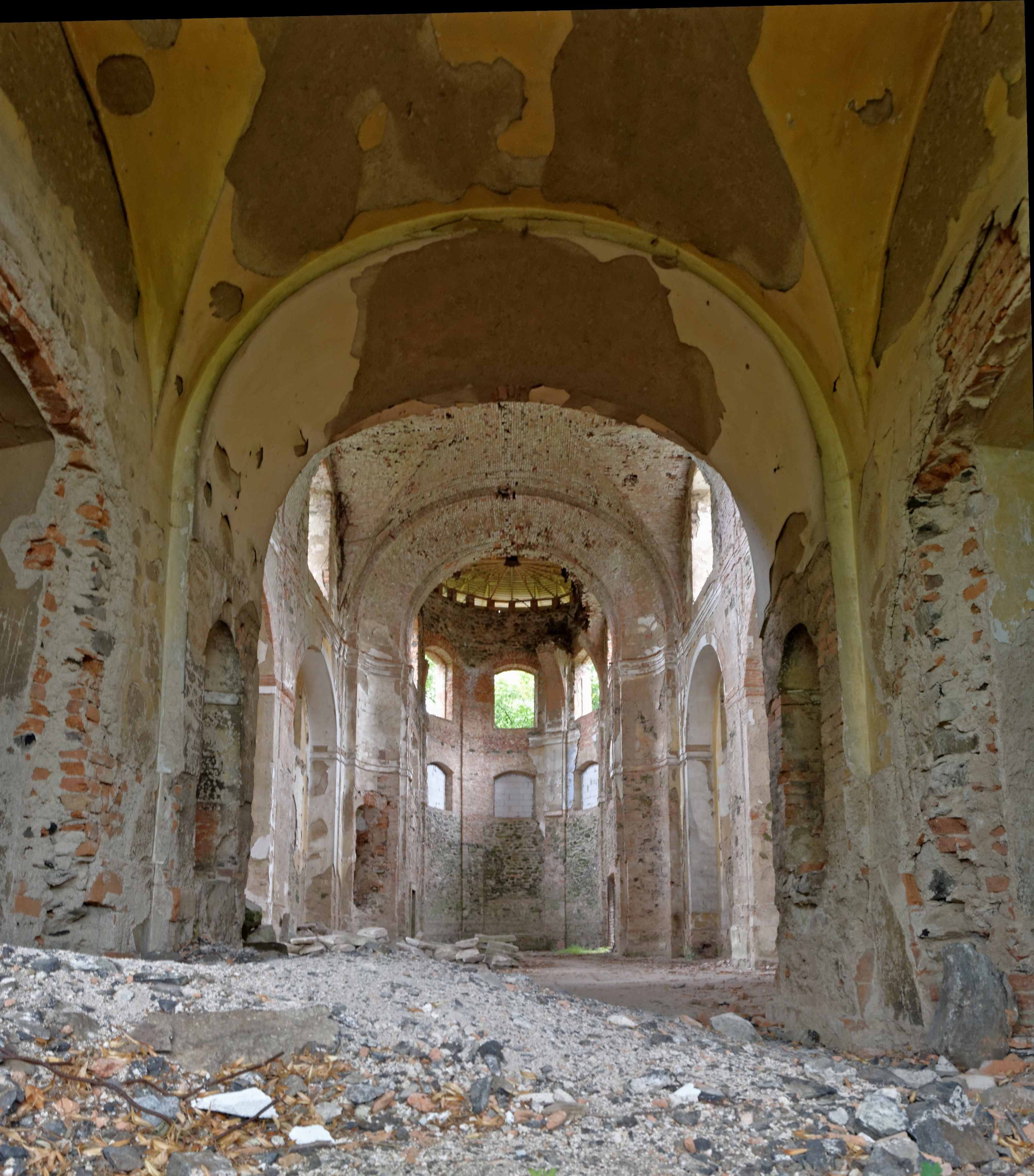
Stav interiéru v srpnu 2015

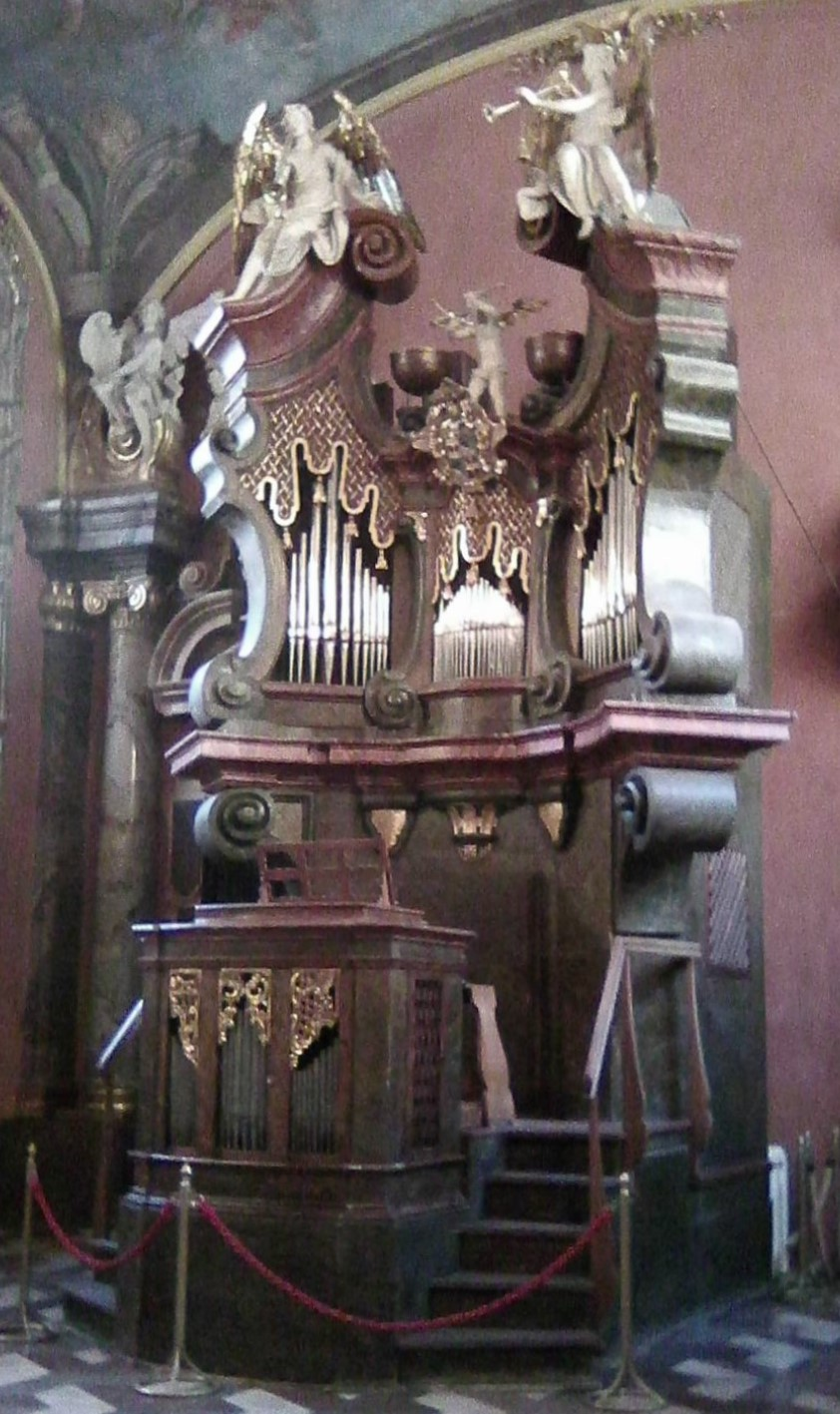
Svatoborské varhany (rok 2022)

Kruchta, která bývala v západní části lodi, byla vybavena plným zábradlím. Po stranách vstupu z předsíně byly ve stěnách umístěny dvě velké niky s půlkruhovým záklenkem. Vybavení kostela bylo barokní.
V presbytáři stával portálový sloupový hlavní oltář Nanebevzetí Panny Marie z první poloviny 18. století. Jeho autorem byl chebský sochař Johann Karl Stilp. Na výzdobě hlavního oltáře se podílel kadaňský sochař Karl Johann Weitzman. Ve středu oltáře býval oltářní obraz Nanebevzetí Panny Marie o rozměrech 200 × 140 centimetrů. V roce 1956 byl oltář přemístěn do kostela sv. Anny v Sedlci. Po stranách stály sochy svatého Augustina a svatého Ambrože v nadživotní velikosti. Roku 1956 byly sochy přemístěny do kostela Povýšení svatého Kříže v Rybářích.
V oltářním nástavci oltáře býval reliéf Nejsvětější Trojice. Na tabernáklu stávala zasklená skříňka s pozdně gotickou soškou Panny Marie s Ježíškem, která pocházela z původního kostela.
Ve výklencích v bočních stěnách u presbytáře bývaly postranní oltáře. Po levé straně triumfálního oblouku to byl oltář svaté Terezie s obrazem svaté Terezie uprostřed, po pravé straně to byl oltář svatého Ludvíka Francouzského s obrazem svatého Ludvíka, vsazeného do zlaceného rámu. Roku 1956 byly sochy přemístěny do kostela Povýšení svatého Kříže v Rybářích a nachází se v depozitáři fary. Autorem soch bočních oltářů je nejspíš Karl Johann Waitzmann.
Kazatelna, v nároží lodi vlevo do triumfálního oblouku, přístupná ze sakristie, byla zasvěcena svatému Janu Nepomuckému. Pod stříškou býval zavěšen reliéf Staroboleslavského paládia.
Dřevěná polychromovaná křtitelnice stála u severní stěny lodi. Roku 1956 byla přemístěna do kostela Povýšení svatého Kříže v Rybářích a nachází se v depozitáři zdejší fary.
Dvoumanuálové varhany s osmnácti rejstříky stály na kruchtě a pocházely nejspíš z roku 1735. Později byly doplněny o novou skříň a v letech 1762–1767 upraveny a dozdobeny do podoby zeleně a červenohnědě tónovaného žilkovaného mramoru. Roku 1762 byly přepracovány varhanářem Johannem Leopoldem Rauschem z Plzně. V letech 1959–1960 byly převezeny do Zrcadlové síně Klementina na Starém Městě v Praze.

### Fara

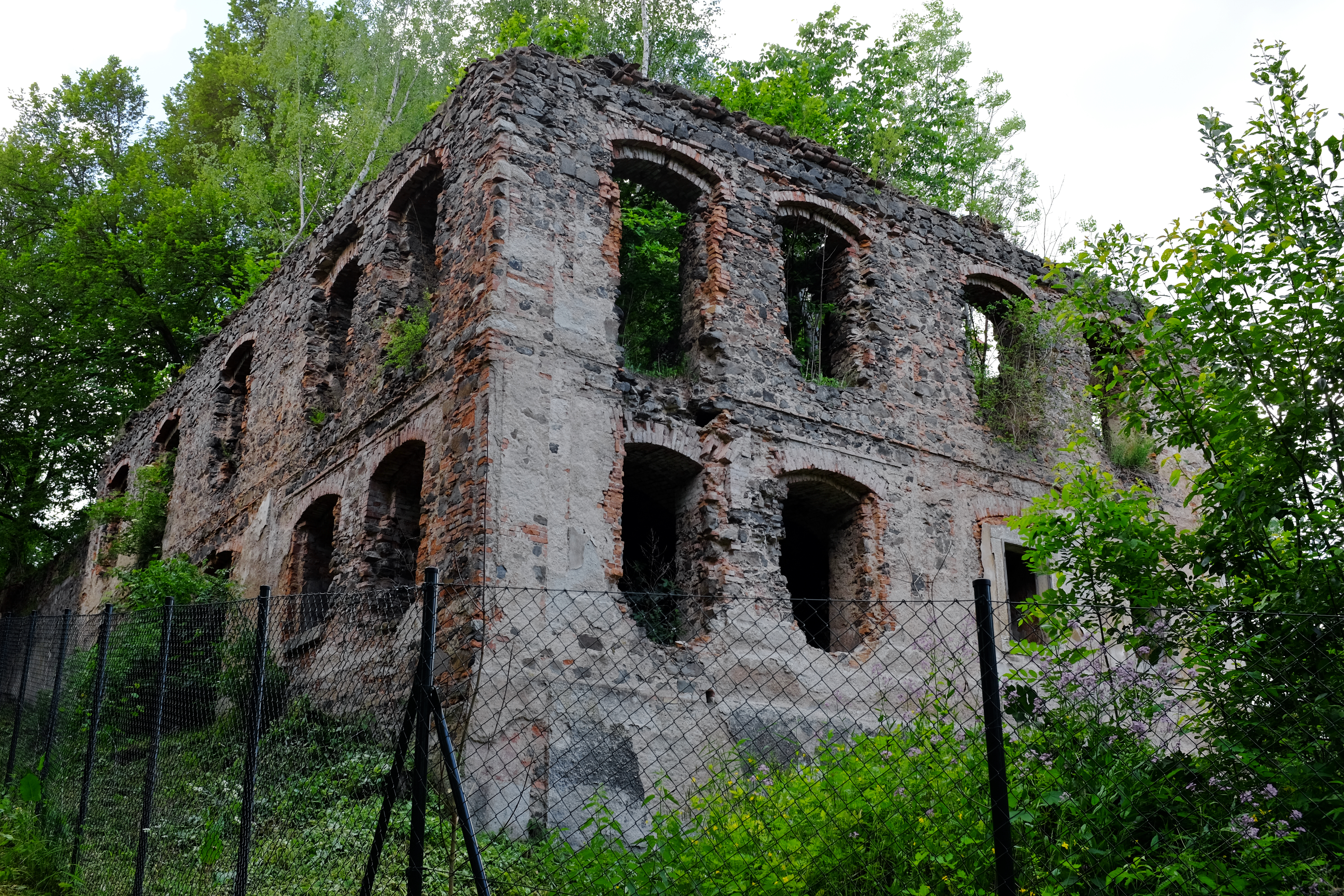
Ruiny fary

Severně od kostela stojí ve svahu pod kostelem ruina bývalé fary. Jedná se o obdélnou budovu, která je na straně ke kostelu přízemní, směrem k osadě Svatobor patrová. Obvodové zdivo budovy se dochovalo do původní výše. V přízemí se nachází zbytky valených kleneb. Valeně zaklenuté místnosti jsou i v suterénu. Místnosti v patře bývaly plochostropé s fabionem. Vnější stěny bývaly členěny lizénami a lizénovými rámci a obdélnými okny.